# Tornado Intercept Vehicle
Dieser Artikel wurde auf der  Qualitätssicherungsseite des Portals Transport und Verkehr eingetragen.
Bitte hilf mit, ihn zu verbessern, und beteilige dich an der Diskussion. (+)

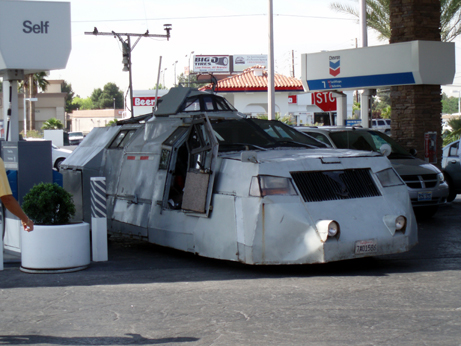
Fahrzeug der ersten Generation

Das Tornado Intercept Vehicle, kurz TIV (deutsch: Tornado-Abfang-Fahrzeug) ist ein umgebautes Kraftfahrzeug, das zur Sturmjagd benutzt wird, um in der Nähe oder innerhalb eines Tornados mit einer IMAX-Kamera zu filmen. Das TIV und sein Nachfolger TIV2 wurden vom Filmregisseur Sean Casey geplant und gebaut.

## TIV
Der TIV ist ein umgebauter 1997 Ford F-450-Pickup. Der mit Stahlplatten und kugelsicheren Polycarbonat-Fensterscheiben gepanzerte Wagen kann in Tornados mit einer Intensität von EF0 bis EF3 fahren, um IMAX-Filmaufnahmen zu drehen und wissenschaftliche Messungen durchzuführen. Die Arbeiten am TIV begannen 2003 und dauerten rund acht Monate. Die Kosten beliefen sich dabei auf ungefähr 81.000 US-$. Der TIV wiegt voll beladen 6,5 Tonnen und wird von einem 7,3-Liter-Turbodiesel des Typs T444E von Navistar angetrieben. Mit vollem Tank (227 Liter) beträgt die Reichweite maximal 800 km. Wenn der TIV sich in die Zugbahn eines Tornados stellt, um diesen über sich hinweg ziehen zu lassen, kann er sich mit speziellen, hydraulisch absenkbaren Klauen am Boden verankern.
Das Fahrzeug ist, ebenso wie sein Nachfolger, Gegenstand der Discovery-Channel- und DMAX-Serie „Verrückt nach Tornados“.
2008 sollte der TIV von seinem Nachfolger TIV2 abgelöst werden. Allerdings hatte dieser wiederholt mit technischen Schwierigkeiten zu kämpfen, sodass der TIV kurzfristig wieder reaktiviert wurde.
Sean Casey sagte, der TIV sei weiterhin im Dienst und dient als Ersatzfahrzeug, sollte der TIV2 einmal versagen.

## TIV 2
Sean Casey baute dieses Fahrzeug als Nachfolger des TIV, welches auf einem Pickup des Typs Dodge Ram 3500 basiert, der um eine dritte Achse ergänzt wurde. Als Antrieb dient ein 6,7-Liter-Turbodiesel von Cummins mit 625 PS Leistung, die Reichweite beträgt 1200 km. Der Bau des TIV 2, der von 40 Studenten durchgeführt wurde, begann im September 2007 im Great Plains Technology Center. Das Fahrzeug hat einen extra verstärkten Rahmen und ist in sich viel stabiler gebaut. Die hydraulisch absenkbaren Klauen des ersten TIV wurden beim TIV 2 durch eine ebenso hydraulisch absenkbare Schürze, die das Fahrzeug gegen Wind und Schaden am Unterboden durch umherfliegende Trümmer schützt, und Abstützungen zur Verankerung des Fahrzeuges ersetzt.
Wie auch der erste TIV verfügt der TIV 2 über ein kugelgelagertes, um 360° drehbares Kamerastativ. Dieses befindet sich im Turm in der Mitte des Wagens.
Zu Beginn, im Jahre 2008, gab es viele technische Schwierigkeiten mit dem TIV 2, darunter eine gebrochene Achse. Für den Rest der Saison wurde daraufhin der erste TIV reaktiviert.
Daraufhin wurden umfangreiche Modifikationen am TIV 2 durchgeführt, hauptsächlich ging es darum, sein Gewicht von ca. 7,6 Tonnen zu reduzieren. Dazu wurden unter anderem an weniger wichtigen Stellen Stahlplatten der Panzerung durch Aluminium ersetzt. Die dritte Achse wurde vom Antriebsstrang getrennt, sodass aus dem 6×6-Antrieb ein 6×4-Antrieb wurde. Außerdem wurde die Fensterfläche des Kameraturmes vergrößert. Insgesamt konnte das Gewicht des TIV 2 auf 6,5 Tonnen gesenkt werden.
Der TIV 2 war in der vierten Saison von Verrückt nach Tornados erneut zu sehen. In einer anderen Discovery-Channel-Serie, Mythbusters, wurden der TIV 2 und der SRV Dominator auf ihre Widerstandsfähigkeit gegen Starkwinde getestet. Dazu wurden sie hinter einer Boeing 747 aufgestellt, deren Strahltriebwerke auf höchster Stufe liefen. Bei einer Windgeschwindigkeit von 260 km/h öffnete sich die Fahrertür des TIV, was jedoch auf einen Fehler Caseys zurückzuführen ist, da dieser vergaß, die Türe zu verriegeln. Bei einem erneuten Test bei 400 km/h zeigte der TIV 2 keine Reaktion, außer dass sich seine Abstützungen leicht bogen, der Dominator hingegen wurde 15 Meter weit weggeschoben.
Im Jahre 2011 wurde der TIV 2 um eine Sirene ergänzt, um Leute in der Zugbahn eines Tornados davor zu warnen. Davor hatte es mehrere Unglücksfälle gegeben, weil es dem TIV 2 nicht möglich war, effektiv vor Tornados, die er verfolgte, zu warnen.